# Sport in 2006
Dit artikel is een samenvatting van de belangrijkste sportfeiten uit het jaar 2006.

## Olympische Winterspelen
Van 10 tot en met 26 februari werden in Turijn de 20e Olympische Winterspelen gehouden. Aan deze spelen namen 2.633 atleten uit 80 landen deel.

### Overzicht per sport
Zie Olympische Winterspelen 2006 voor een compleet overzicht, met onder andere overzichten per tak van sport.

### Medaillespiegel
Zie volledige medaillespiegel voor een complete lijst.
| rang | land             | goud | zilver | brons | totaal |
| ---- | ---------------- | ---- | ------ | ----- | ------ |
| 1    | Duitsland        | 11   | 12     | 6     | 29     |
| 2    | Verenigde Staten | 9    | 9      | 7     | 25     |
| 3    | Oostenrijk       | 9    | 7      | 7     | 23     |
| 4    | Rusland          | 8    | 6      | 8     | 22     |
| 5    | Canada           | 7    | 10     | 7     | 24     |
| 6    | Zweden           | 7    | 2      | 5     | 14     |
| 7    | Zuid-Korea       | 6    | 3      | 2     | 11     |
| 8    | Zwitserland      | 5    | 4      | 5     | 14     |
| 9    | Italië           | 5    | 0      | 6     | 11     |
| 10   | Frankrijk        | 3    | 2      | 4     | 9      |
|      | Nederland        | 3    | 2      | 4     | 9      |

### Nederlandse medaillewinnaars
| Winnaar           | Onderdeel                |
| ----------------- | ------------------------ |
| Goud (3)          |                          |
| Ireen Wüst        | schaatsen, 3000 m.       |
| Marianne Timmer   | schaatsen, 1000 m.       |
| Bob de Jong       | schaatsen, 10.000 m.     |
| Zilver (2)        |                          |
| Renate Groenewold | schaatsen, 3000 m.       |
| Sven Kramer       | schaatsen, 5000 m.       |
| Brons (4)         |                          |
| Ireen Wüst        | schaatsen, 1500 m.       |
| Erben Wennemars   | schaatsen, 1000 m.       |
| Carl Verheijen    | schaatsen, 10.000 m.     |
| Mannenteam        | schaatsen, achtervolging |

## Atletiek
- Europese kampioenschappen atletiek 2006
  - 100 meter dames: Kim Gevaert
  - 200 meter dames: Kim Gevaert
  - Hoogspringen dames: Tia Hellebaut
  - 800 meter: Bram Som
- WK indooratletiek 2006

## Autosport
- Formule 1 - In 2006 werden er 18 races verreden. In totaal deden er 11 teams mee met elk 2 auto's, te weten: Renault, McLaren-Mercedes, Ferrari, Toyota, Williams-Cosworth, Honda, Red Bull Racing, BMW-Sauber, Midland F1 Racing, Torro Rosso en Super Aguri.
- 12 maart: Grand Prix van Bahrein werd gewonnen door Fernando Alonso (Renault)
- 17 maart: Grand Prix van Maleisië werd gewonnen door Giancarlo Fisichella (Renault)
- 2 april: Grand Prix van Australië werd gewonnen door Fernando Alonso (Renault)
- 23 april: Grand Prix van San Marino werd gewonnen door Michael Schumacher (Ferrari)
- 7 mei: Grand Prix van Europa werd gewonnen door Michael Schumacher (Ferrari)
- 14 mei: Grand Prix van Spanje werd gewonnen door Fernando Alonso (Renault)
- 28 mei: Grand Prix van Monaco werd gewonnen door Fernando Alonso (Renault)
- 11 juni: Grand Prix van Engeland werd gewonnen door Fernando Alonso (Renault)
- 25 juni: Grand Prix van Canada werd gewonnen door Fernando Alonso (Renault)
- 2 juli: Grand Prix van V.S. werd gewonnen door Michael Schumacher (Ferrari)
- 16 juli: Grand Prix van Frankrijk werd gewonnen door Michael Schumacher (Ferrari)
- 30 juli: Grand Prix van Duitsland werd gewonnen door Michael Schumacher (Ferrari)
- 6 augustus: Grand Prix van Hongarije werd gewonnen door Jenson Button (Honda)
- 27 augustus: Grand Prix van Turkije werd gewonnen door Felipe Massa (Scuderia Ferrari)
- 10 september: Grand Prix van Italië werd gewonnen door Michael Schumacher (Ferrari)
- 1 oktober: Grand Prix van China werd gewonnen door Michael Schumacher (Ferrari)
- 8 oktober: Grand Prix van Japan werd gewonnen door Fernando Alonso (Renault)
- 22 oktober: Grand Prix van Brazilië werd gewonnen door Felipe Massa (Ferrari). Fernando Alonso (Renault) wordt wereldkampioen.
- 28 mei: Indianapolis 500 in 2006
- International Rally Challenge in 2006
- Wereldkampioenschap rally in 2006

## Handbal
- Europees kampioenschap mannen

 Frankrijk
- Europees kampioenschap vrouwen

 Noorwegen

## Hockey
- World Hockey Player of the Year

Mannen:  Teun de Nooijer
Vrouwen:  Minke Booij

## Judo
Nederlandse kampioenschappen
Mannen
– 60 kg — Leon Borgsteede
– 66 kg — Dex Elmont
– 73 kg — Bryan van Dijk
– 81 kg — Guillaume Elmont
– 90 kg — Henk Grol
–100kg — Rogier Smulders
+100kg — Grim Vuijsters
Vrouwen
–48 kg — Birgit Ente
–52 kg — Miriam Polak
–57 kg — Dani Libosan
–63 kg — Elisabeth Willeboordse
–70 kg — Kim de Jong
–78 kg — Claudia Zwiers
+78 kg — Françoise Harteveld

## Motorsport
- Motorcross

MX1
Coureurs:  Stefan Everts
Constructeur:  Yamaha
MX2
Coureurs:  Christophe Pourcel
Constructeur:  Kawasaki
MX3
Coureurs:  Yves Demaria
Constructeur:  KTM
Motorcross der Naties
- Land + coureurs:  Verenigde Staten (James Stewart, Ryan Villopoto, Ivan Tedesco)

## Darts
- World Professional Darts Championship (Lakeside-toernooi) - gewonnen door debutant Jelle Klaasen.

## Wielersport
- Ronde van Italië - Maglia rosa (winnaar): Ivan Basso
- Ronde van Frankrijk
  - Gele trui (winnaar): Floyd Landis (wordt niet erkend als winnaar, in dat geval is Óscar Pereiro de winnaar)
  - Bergkoning: Michael Rasmussen
  - Punten: Robbie McEwen
  - Team: T-Mobile Team
- Ronde van Spanje
  - Winnaar: Aleksandr Vinokoerov
- Wereldkampioenschap wielrennen
  - Op de weg
    - Wegwedstrijd: Paolo Bettini
    - Tijdrijden: Fabian Cancellara
    - Wegwedstrijd voor dames: Marianne Vos

  - Op de baan
    - Sprint: Theo Bos
    - Keirin: Theo Bos
    - Puntenkoers: Peter Schep
- Wereldkampioenschap veldrijden: Erwin Vervecken
- Wereldkampioenschap veldrijden dames: Marianne Vos
- Wereldbeker veldrijden 2005-2006: Sven Nys
- Superprestige veldrijden 2005-2006: Sven Nys
- GvA Trofee Veldrijden 2005-2006: Sven Nys

## Voetbal
| Gebied    | Datum       | Prijs                            | Winnaar             |
| --------- | ----------- | -------------------------------- | ------------------- |
| Europa    | 10 mei      | UEFA Cup                         | FC Sevilla          |
| Europa    | 17 mei      | UEFA Champions League            | FC Barcelona        |
| Europa    | 25 augustus | Europese Supercup                | FC Sevilla          |
| Wereld    | 9 juli      | WK 2006 Duitsland                | Italië              |
|           |             |                                  |                     |
| België    | België      | Jupiler League                   | RSC Anderlecht      |
| België    | België      | Beker van België                 | SV Zulte Waregem    |
| Duitsland | Duitsland   | Bundesliga                       | Bayern München      |
| Duitsland | Duitsland   | DFB-Pokal                        | Bayern München      |
| Engeland  | Engeland    | Premiership                      | Chelsea             |
| Engeland  | Engeland    | League Cup                       | Manchester United   |
| Engeland  | Engeland    | FA Cup                           | Liverpool           |
| Frankrijk | Frankrijk   | Ligue 1                          | Olympique Lyon      |
| Frankrijk | Frankrijk   | Coupe de France                  | Paris Saint-Germain |
| Frankrijk | Frankrijk   | Coupe de la Ligue                | AS Nancy-Lorraine   |
| Italië    | Italië      | Serie A                          | Internazionale      |
| Italië    | Italië      | Coppa Italia                     | AS Roma             |
| Nederland | Nederland   | Eredivisie                       | PSV                 |
| Nederland | Nederland   | Eerste divisie                   | Excelsior           |
| Nederland | Nederland   | KNVB beker                       | Ajax                |
| Nederland | Nederland   | Johan Cruijff-schaal             | Ajax                |
| Spanje    | Spanje      | Primera División                 | FC Barcelona        |
| Spanje    | Spanje      | Copa del Rey                     | Real Zaragoza       |
|           |             |                                  |                     |
|           |             | Europees voetballer van het jaar | Fabio Cannavaro     |
|           |             | Wereldvoetballer van het jaar    | Fabio Cannavaro     |
|           |             | Belgische Gouden Schoen          | Mbark Boussoufa     |
|           |             | Nederlandse Gouden Schoen        | Dirk Kuijt          |

## Schaatsen
- EK allround heren - Enrico Fabris
- EK allround dames - Claudia Pechstein
- WK allround heren - Shani Davis
- WK allround dames - Cindy Klassen
- WK sprint heren - Joey Cheek
- WK sprint dames - Svetlana Zjoerova

## Snooker
- Welsh Open: Stephen Lee
- Malta Cup: Ken Doherty
- Rileys Club Masters: John Higgins
- China Open: Mark Williams
- World Championship: Graeme Dott versloeg Peter Ebdon met 18-14
- Northern Ireland Trophy: Ding Junhui
- Grand Prix: Neil Robertson

## Tennis
- Australian Open
  - Mannen enkel - Roger Federer
  - Vrouwen enkel - Amélie Mauresmo
- Roland Garros
  - Mannen enkel - Rafael Nadal
  - Vrouwen enkel - Justine Henin
- Wimbledon
  - Mannen enkel - Roger Federer
  - Vrouwen enkel - Amélie Mauresmo
- US Open
  - Mannen enkel - Roger Federer
  - Vrouwen enkel - Maria Sjarapova
- Davis Cup - Rusland
- Fed Cup - Italië

## Overleden
januari
- 2 – Henk de Looper (93), Nederlands hockeyer
- 4 – Nel van Vliet (79), Nederlands zwemster
- 7 – Gábor Zavadszky (31), Hongaars voetballer
- 8 – Elson Becerra (27), Colombiaans voetballer
- 9 – Andy Caldecott (41), Australisch motorcoureur
- 9 – Gerrie Kleton (52), Nederlands voetballer
- 11 – Eric Namesnik (35), Amerikaans olympisch zwemkampioen

februari
- 5 – Ton van Dalen (60), Nederlands voetbalmakelaar
- 9 – Ron Greenwood (84), Engels voetbaltrainer
- 11 – Ken Fletcher (65), Australisch tennisser
- 21 – Angelica Rozeanu (84), Roemeens/Israëlisch tafeltennisspeelster
- 23 – Telmo Zarraonaindía (85), Spaans profvoetballer
- 27 – Ferenc Bene (61), Hongaars voetballer
- 28 – Arno Wallaard (26), Nederlands wielrenner

maart
- 1 – Peter Osgood (59), Engels voetballer
- 5 – Hilbrand Hartlief (57), Nederlands volleyballer
- 6 – Kirby Puckett (45), Amerikaans honkballer
- 11 – Jesús Rollán (37), Spaans waterpoloër
- 12 – Jonatan Johansson (26), Zweeds snowboarder
- 13 – Jimmy Johnstone (61), Schots voetballer
- 25 – Johan Bontekoe (62), Nederlands zwemmer
- 26 – Paul Dana (30), Amerikaans autocoureur
- 31 – Gerhard Potma (38), Nederlands zeiler

april
- 19 – Jo de Haan (69), Nederlands wielrenner
- 20 – Wolfgang Unzicker (80), Duits schaker
- 21 – Telê Santana (74), Braziliaans voetballer en voetbalcoach
- 24 – Brian Labone (66), Engels voetballer
- 30 – Corinne Rey-Bellet (33), Zwitsers skiester en misdaadslachtoffer
- 30 – Ben Blaisse (94), Nederlands schaatser en oud-Olympiër

mei
- 2 – George Haines (82), Amerikaans zwemcoach
- 6 – Konstantin Beskov (85), Russisch voetballer en bondscoach
- 11 – Floyd Patterson (71), Amerikaans bokser
- 18 – Hans Horrevoets (32), Nederlands zeezeiler en zakenman
- 23 – Kazimierz Górski (85), Pools voetballer en voetbalcoach
- 26 – Ted Schroeder (84), Amerikaans tennisser

juni
- 3 – Doug Serrurier (85), Zuid-Afrikaans Formule 1-coureur
- 5 – Rinus Schaap (84), Nederlands voetballer
- 15 – Lomme Driessens (94), Belgisch wielrenner en ploegleider
- 23 – Hubert Grossard (38), Belgisch atleet, militair en politieman

juli
- 4 – Dorothy Truscott (80), Amerikaans bridgespeelster
- 11 – John Spencer, (71), Engels snookerspeler
- 20 – Theo Sijthoff (69), Nederlandse wielrenner en modeontwerper

augustus
- 15 – Faas Wilkes (82), Nederlands voetballer
- 25 – John Blankenstein (57), Nederlands voetbalscheidsrechter
- 26 – Clyde Walcott (80), West-Indisch cricketer
- 31 – Mohamed Abdelwahab (22), Egyptisch voetbalinternational

september
- 2 – Bob Mathias (75), Amerikaans tweevoudig olympisch kampioen in de tienkamp
- 4 – Giacinto Facchetti (64), Italiaans voetballer
- 8 – Peter Brock (61), Australisch autocoureur
- 19 – Roy Schuiten (55), Nederlands wielrenner
- 22 – Carla Benschop-De Liefde (56), Nederlands basketbalster

oktober
- 3 – Peter Norman (64), Australisch atleet
- 5 – Don Thompson (73), Brits snelwandelaar
- 6 – Puck Brouwer (75), Nederlands atlete
- 9 – Paul Hunter (27), Brits snookerspeler
- 11 – Cory Lidle (34), Amerikaans honkballer
- 14 – Chun Wei Cheung (34), Nederlands roeier
- 17 – Lieuwe Steiger (82), Nederlands oud-international en doelman van PSV
- 28 – Trevor Berbick (51), Jamaicaans bokser

november
- 1 – Lodewijk Meeter (91), Fries skûtsjeschipper
- 4 – Sergi López Segú (39), Spaans voetballer
- 5 – Pietro Rava (90), Italiaans voetballer
- 17 – Ferenc Puskás (79), Hongaars voetballer
- 26 – Isaac Gálvez (31), Spaans wielrenner
- 28 – Max Merkel (87), Oostenrijks oud-bondscoach van het Nederlands elftal

december
- 5 – David Bronstein (82), Russisch schaker
- 7 – Kim Hyung-chil (47), Zuid-Koreaans ruiter
- 12 – Cor van der Hart (78), Nederlands voetballer en voetbaltrainer
- 15 – Clay Regazzoni (67), Zwitsers Formule 1-coureur
- 16 – Chicho Jesurun (59), Nederlands-Antilliaans honkballer en honkbalcoach
- 26 – Ivar Formo (55), Noors langlaufer en oriëntatieloper

## Sporter van het jaar
België
- Sportman: Stefan Everts
- Sportvrouw: Justine Henin-Hardenne
- Belofte: Yoris Grandjean
- Sportploeg: Federation Cup team
- Sportpersoonlijkheid: Sven Nys

Nederland
- Sportman: Theo Bos
- Sportvrouw: Ireen Wüst
- Sportploeg: Nederlandse Vrouwen hockeyploeg
- Gehandicapte sporter: Pieter Gruijters
- Sportcoach: Gerard Kemkers
- Talent: Marianne Vos

Europa
- Sportman:  Roger Federer
- Sportvrouw:  Justine Henin-Hardenne

Mondiaal
- Sportman:  Roger Federer
- Sportvrouw:  Janica Kostelić
- Sportploeg:  Renault F1 Team
- Gehandicapte sporter:  Ernst van Dyk
- Nieuwkomer:  Rafael Nadal
- Alternatieve sporter:  Angelo d'Arrigo
- Comeback:  Martina Hingis
- Lifetime Achievement Award:  Johan Cruijff

1965 · 1966 · 1967 · 1968 · 1969 · 1970 · 1971 · 1972 ·1973 · 1974 · 1975 · 1976 · 1977 · 1978 · 1979 · 1980 · 1981 · 1982 · 1983 · 1984 · 1985 · 1986 · 1987 · 1988 · 1989 · 1990 · 1991 · 1992 · 1993 · 1994 · 1995 · 1996 · 1997 · 1998 · 1999 · 2000 · 2001 · 2002 · 2003 · 2004 · 2005 · 2006 · 2007 · 2008 · 2009 · 2010 · 2011 · 2012 · 2013 · 2014 · 2015 · 2016 · 2017 · 2018 · 2019 · 2020 · 2021 · 2022 · 2023 · 2024 · 2025